# Amin Zaoui
Pour les articles homonymes, voir Zaoui.
Amin Zaoui, né le 25 novembre 1956 à Bab el Assa en Algérie, est un écrivain, romancier et penseur algérien.

## Biographie

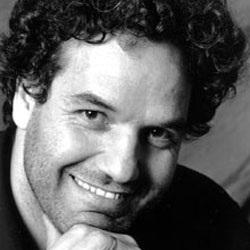

Amin Zaoui détient depuis 1988 un doctorat d'État en littératures maghrébines comparées. Il enseigne, de 1984 à 1995, au département des langues étrangères de l’université d'Oran. Pendant cette période, de 1987 à 1995, il est également producteur et animateur de l’émission littéraire télévisée Parenthèses. Il sera, ultérieurement, animateur de l'émission El Fehres (le sommaire) sur la chaîne de télévision El Djazairia.
Il occupe le poste de directeur général du Palais des arts et de la culture d’Oran de 1991 à 1994. À partir de 1995, menacé de mort en Algérie, il est accueilli dans la ville de Caen par le Parlement international des écrivains. Parallèlement, il enseigne à l'Université Paris 8 Saint-Denis. En 1998, il est président de la rencontre (cultures du Maghreb) organisée par l'association Trait d’union, France
Il redevient enseignant, de 2000 à 2002, cette fois au département de la traduction de l'université d'Oran, avant d'être nommé directeur général de la Bibliothèque nationale d'Algérie, une fonction qu'il occupe jusqu'en 2008. L'année suivante, il devient membre du conseil de direction du Fonds arabe pour la culture et les arts (AFAC).
Il a donné de nombreuses conférences dans plusieurs universités de Tunisie, de Jordanie, de France et de Grande-Bretagne. Il a d'ailleurs été directeur de plusieurs colloques internationaux, dont « Les genres littéraires au Maghreb », « La littérature et les institutions littéraires », « Jacques Derrida, philosophie et littérature » et « Le roman féminin dans le monde arabe ».
En 1993, il est membre du jury international des Journées théâtrales de Carthage, en Tunisie.

## Œuvres
Les essais et romans d’Amin Zaoui sont traduits dans une douzaine de langues : anglais, espagnol, italien, tchèque, serbe, chinois, persan, turc, arabe, suédois, grec.

### Œuvres en français
- Sommeil du mimosa suivi de Sonate des loups (roman), éditions le Serpent à plumes, Paris, 1997[3]
- Fatwa pour Schéhérazade et autres récits de la censure ordinaire (essai collectif), éditions L'Art des livres, Jean-Pierre Huguet éditeur, 1997
- La Soumission (roman), édition le Serpent à Plumes, Paris, 1998 ; 2e édition Marsa, Alger. Prix Fnac Attention talent + Prix des lycéens France
- La Razzia (roman), éditions le Serpent à Plumes, Paris, 1999
- Histoire de lecture (essai collectif), éditions Ministère de la Culture, Paris, 1999
- L’Empire de la peur (essai), éditions Jean-Pierre Huguet, 2000
- Haras de femmes (roman), éditions le Serpent à Plumes, 2001
- Les Gens du parfum (roman), éditions le Serpent à Plumes, Paris, 2003
- La Culture du sang (essai), éditions le Serpent à Plumes, Paris, 2003
- Festin de mensonges (roman), éditions Fayard, Paris, 2007
- La Chambre de la vierge impure (roman), éditions Fayard, Paris, 2009
- Irruption d’une chair dormante (nouvelle), éditions El Beyt, Alger, 2009
- Le Miel de la sieste (roman), éditions Barzakh, 2014[4],[5]
- Incendie au paradis (roman), 2016[6],[7],[8]
- L'Enfant de l'œuf (roman), 2017[9],[10],[11],[12]
- Faim blanche (roman), éditions Dalimen, Alger, 2021

### Œuvres en arabe
- Le Hennissement du corps (roman), éditions Al Wathba, 1985
- Introduction théorique à l’histoire de la culture et des intellectuels au Maghreb, éditions OPU, 1994
- Le Frisson (roman), éditions Kounouz Adabiya, Beyrouth, 1999
- L'Odeur de la femelle (roman), éditions Dar Kanaân, 2002
- Se réveille la soie (roman), éditions Dar-El-Gharb, Alger, 2002
- Le Retour de l'intelligentsia, éditions Naya Damas, Syrie, 2007
- Le Huitième Ciel (roman), éditions Madbouli, Égypte, 2008
- La Voie de Satan (roman), éditions Dar Arabiyya Lil Ouloume, Beyrouth ; éditions El Ikhtilaf, Alger, 2009
- L'Intellectuel maghrébin : pouvoir : femme et l’autre, éditions Radjai, Alger, 2009
- Nuzhat al-khâter, éditions El Ikhtilaf, Alger, 2013
- Al-malika, éditions El Ikhtilaf, Alger, 2015
- khillân, éditions El Ikhtilaf, Alger, 2018

### Traductions français-arabe
- Habel (roman de Mohamed Dib), éditions Dar-El-Gharb, 2007
- À quoi rêvent les loups (roman de Yasmina Khadra), éditions Dar–El–Gharb, 2002

Il écrit chaque jeudi deux articles : un en arabe dans le quotidien arabophone Echourouk et en français dans le quotidien francophone Liberté.